# Exephanes subfulvus
Exephanes subfulvus är en stekelart som först beskrevs av Cresson 1865.  Exephanes subfulvus ingår i släktet Exephanes och familjen brokparasitsteklar. Inga underarter finns listade i Catalogue of Life.